# Culicoides pabloi
Culicoides pabloi är en tvåvingeart som beskrevs av Browne 1980. Culicoides pabloi ingår i släktet Culicoides och familjen svidknott.
Artens utbredningsområde är Colombia. Inga underarter finns listade i Catalogue of Life.